# 陳信瑜
陳信瑜（1968年11月4日—），中華民國政治人物，民主進步黨籍，高雄人，曾任四屆總共十四年的高雄市議員（前鎮區、小港區），2018年連任失利，2020年起擔任臺北市政府勞動局局長，2022年涉特別費不實遭到搜索約談，8月末請辭獲准，並於9月5日辭職生效。

## 政治生涯
陳信瑜曾任高雄市政府都市發展局局長機要秘書、高雄市政府工務局局長秘書、高雄市政府社會局局長機要秘書、民進黨高雄市市長候選人謝長廷競選辦公室助理與婦女總部執行長等職務，屬於謝系人馬。2002年曾參與民進黨高雄市議員前鎮小港選區黨內初選，未能出線；2004年因時任高雄市議會議長朱安雄涉嫌賄選並導致牽扯其案的跨黨派議員大量解職，需於同年進行補選，陳信瑜於前鎮小港區捲土重來並當選、7月26日就任，自此一路連任直至2018年九合一大選以三千餘票落選，無緣邁向五連霸。曾於2015年登記民進黨立委初選，但最後在時任高雄市市長陳菊介入下選擇支持賴瑞隆；而2019年亦有意再次登記民進黨立委初選，但後來選擇支持賴瑞隆代表民進黨爭取連任。2020年，隨著大選告一段落及輔選工作的結束，受時任台北市副市長蔡炳坤遴選，接替不分區立委當選人賴香伶的臺北市政府勞動局局長職缺。

### 北市府內籌組綠色連線
2021年3月，臺北市政府多位泛綠首長籌組「綠色連線」，並由陳信瑜擔任總召集人。

## 爭議

### 抗議性別平等教材內容
2017年2月，陳信瑜號召家長以存證信函方式向康軒文教事業與翰林出版抗議《國民中學綜合活動》二年級下學期教科書中包含性別光譜的內容，引起藝人「焦糖」陳嘉行反彈。

### 反同立場接任台北市勞動局長
2020年1月，前台北市勞動局長賴香伶進軍國會，台北市長柯文哲決定由陳信瑜接任勞動局長一職，過去陳信瑜同婚公投時多次表態反同，引起外界質疑其恐讓職場性別平等議題被忽視，因而掀起工會及性別團體的反對聲浪。北市府副市長蔡炳坤對此回應，當下已有「時空變化」、「身份改變」，同婚已通過，陳信瑜在推動柯文哲共榮社會的理念「應沒有問題」。

### 勞工濫用婚假卻裁罰業者
2020年4月至5月，台北市一名銀行員在37天內與同一人結婚4次，而銀行僅批准第一次婚假8天；銀行員向台北市勞動局檢舉銀行違反《勞動基準法》，銀行遭台北市勞動局裁處罰鍰新台幣2萬元。銀行向臺北市政府訴願審議委員會提起訴願，稱銀行員濫用婚假之行為違反《勞動基準法》正當請假事由。2021年2月2日，臺北市政府訴願審議委員會撤銷裁罰。2021年4月，台北市副市長黃珊珊痛批勞動局為「法匠」；為此，陳信瑜特別發聲明致歉，並撤回裁罰。

### 勞動局長私用特別費被彈劾
2022年7月27日，陳信瑜任台北市勞動局長被控以不實統一發票核銷特別費，向自己丈夫任職的公司購買超過新台幣5萬元的紅酒；28日台北地檢署連夜複訊後，諭令陳信瑜以新台幣20萬元交保。而臺北市政府政風處在調查後認為陳信瑜違反《公職人員利益衝突迴避法》，已送監察院處理。7月29日，陳信瑜向台北市長柯文哲口頭請辭，強調會用性命來捍衛自身清白；8月末請辭獲准，並於9月5日辭職生效。
2023年3月7日，陳信瑜因洩露鏡電視勞動檢查資訊給民眾黨立委以及先前以不實統一發票核銷特別費，被台北地檢署依《中華民國刑法》「洩密罪」與《貪污治罪條例》起訴。4月11日，檢方調查針對部分大筆支出依貪汙罪起訴，另部分牛肉麵、便當則被認為屬公務支出，給予不起訴處分6月13日，監察院認定陳信瑜涉利用權勢及職務機會，不實核銷首長特別費、洩漏勞動檢查內部資料、於公務場合發言不當，違失情節重大，監察院通過彈劾。

## 外部連結
- 高雄市議會議員簡介[永久]
- 陳信瑜的Facebook專頁
- YouTube上的陳信瑜頻道